# Colpochila laciniata
Colpochila laciniata är en skalbaggsart som beskrevs av Britton 1959. Colpochila laciniata ingår i släktet Colpochila och familjen Melolonthidae. Inga underarter finns listade i Catalogue of Life.